# Class 380
De Class 380 is een in Groot-Brittannië gebruikt treinstel bestemd voor personenvervoer. Het wordt voornamelijk gebruikt in Schotland. Alle treinstellen zijn indienst bij First ScotRail

## Vloot
| Class       | Operator | Aantal gebouwd | Bouwjaar  | Aantal delen per treinstel | Nummering       |
| ----------- | -------- | -------------- | --------- | -------------------------- | --------------- |
| Class 380/0 | ScotRail | 22             | 2009–2011 | 3                          | 380001 – 380022 |
| Class 380/1 | ScotRail | 16             | 2009–2011 | 4                          | 380101 – 380116 |